# Actinote binghamae
Actinote binghamae är en fjärilsart som beskrevs av Dyar 1913. Actinote binghamae ingår i släktet Actinote och familjen praktfjärilar. Inga underarter finns listade i Catalogue of Life.